# Screamers (película de 2006)
Screamers es una película estadounidense documental de 2006 dirigida por Carla Garapedian.  La película habla acerca de porqué diversos gobiernos del mundo han recurrido a los genocidios durante los últimos dos siglos, con especial enfoque en el Genocidio Armenio.

## Contenido del film
En el film se entrevista a la banda System of a Down, compuesta por músicos armenios, y al abuelo del cantante de la banda Serj Tankian, Stepan Haytayan, que es un sobreviviente del Genocidio Armenio.
En otras entrevistas aparecen la activista de derechos humanos Samantha Power y personas involucradas con genocidios en Ruanda y Darfur. Screamers también habla de la negación del Genocidio Armenio por parte de la Turquía actual, y la tendencia de neutralidad que Estados Unidos generalmente mantiene para con ese genocidio histórico y muchos más.
En Screamers hay escenas estremecedoras en las cuales Serj y su abuelo hablan de lo que ocurrió. En toda Anatolia, a los hombres armenios se los desarmaba y se les disparaba, mientras que las mujeres y los niños que no eran secuestrados y violados o asesinados, se los enviaba a las marchas de la muerte.  
Stepan Haytayan terminó en un orfanato norteamericano en Grecia y con el tiempo llegó al Líbano. De no haber sido por los misioneros norteamericanos que dirigían el orfanato, la familia de Tankian no habría podido sobrevivir.
La abuela materna de Tankian, Varsenig, también sobrevivió las masacres: un alcalde turco puso en riesgo su vida al esconderla a ella y a su familia. Como tantos otros oficiales del Imperio Otomano, este hombre de bien se rehusó a acatar las órdenes del gobierno que exigían asesinar y deportar a los armenios. En algunos casos, el gobierno otomano ejecutaba a estos héroes por desafiar a la autoridad.
Los abuelos paternos de Tankian, Nazaret y Vartouhi, sobrevivieron al Genocidio gracias a que ambos trabajaban en el ferrocarril Berlín-Bagdad, que estaba siendo construido por Turquía y su país aliado, Alemania, para que este último tuviera acceso al Golfo Pérsico. A algunos armenios los hacían trabajar literalmente hasta morir, pero otros lograban persistir a pesar de ser obligados a realizar trabajos manuales difíciles de soportar.